# Двухочковая попытка (американский и канадский футбол)

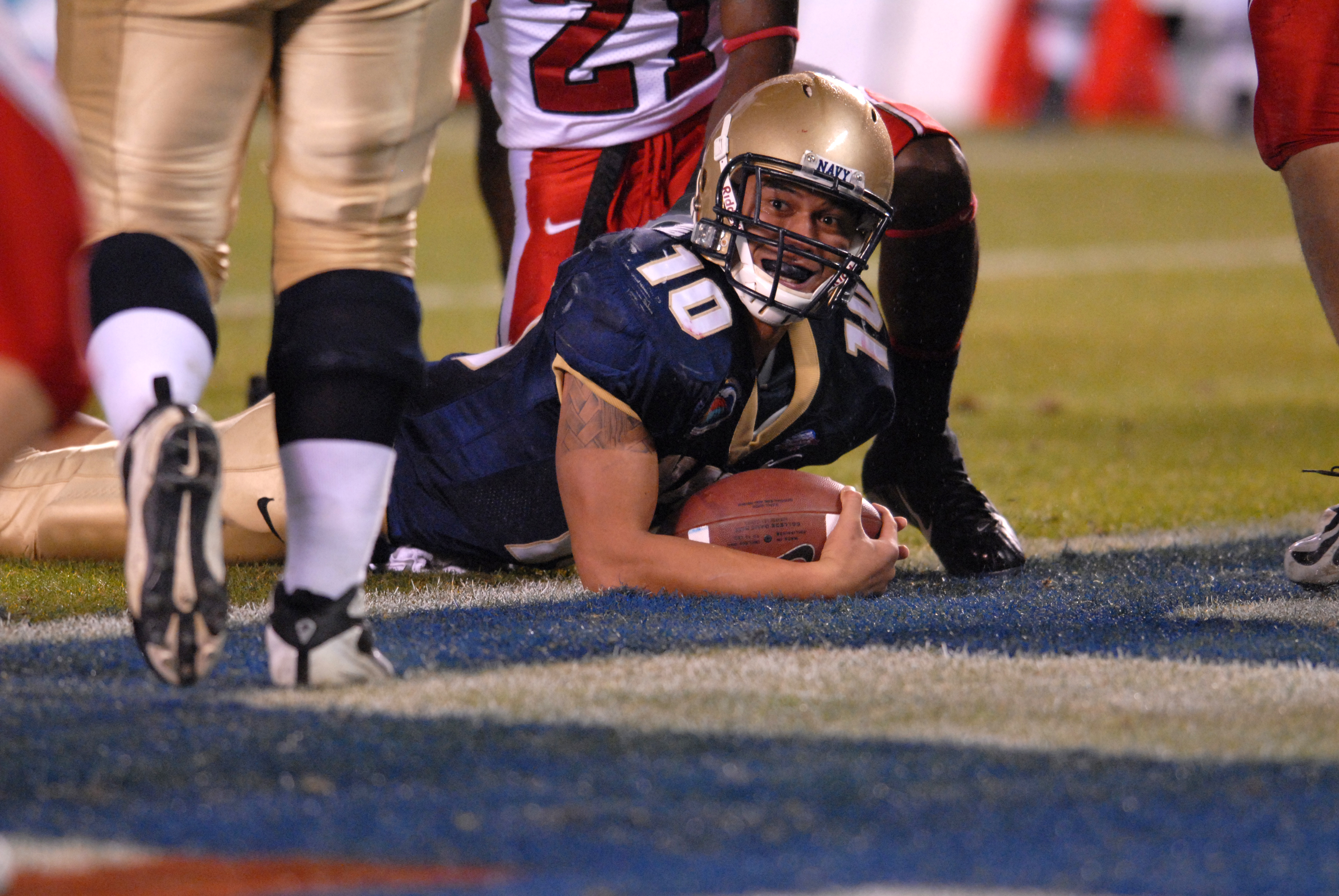
Реализации двухочковой попытки в исполнении колледжской команды NAVY в 2007

Двухочковая попытка — в американском и канадском футболе действие атакующий команды, выполняемое после тачдауна. Обычно после тачдауна, команда бьёт экстрапоинт. Попытка двух очков, чаще всего, предпринимается в случаи когда ход игры может значительно поменяться в случаи удачной попытки. Несмотря на то, что, мяч ставится всего в 2, 3, 4 или 5 (зависит от лиги) от зачётной зоны вероятность успеха небольшая.

## Выбор двухочковой попытки
Учитывая то, что экстрапоинт забивается почти всегда, а двухочковая попытка может быть неудачна, команда, скорее всего, выберет играть двухочковую попытку в следующих случаях:
- Удачная двухочковая игра: сделает счет равным, (в то время как экстрапоинт даст на одно очко меньше, а соответственно не сравняет счет) сократит отрыв до 3 очков, (для того, чтобы забить филд гол и сравнять счет) до 7 или 8 очков (чтобы потом забить экстрапоинт или снова сыграть двухочковую) и т. д. Это же относится к тому если команда, пытающиеся сыграть двухочковую, выигрывает.

Команды идут на риск двухочковых попыток для того, чтобы сделать счёт более приятным, чем сделает его экстрапоинт.

## Перехват в тачдаун
За всю историю НФЛ, перехват мяча защитой, а потом возврат в тачдаун, ситуация происходившая всего один раз. Матч, 4 декабря 2016 года, между Канзасом и Атлантой стал первой игрой НФЛ, где защита смогла вернуть мяч в тачдаун. Эрик Берри, из Канзаса, перехватил мяч и пробежав все поле, дал Канзасу два очка.